# Calamaria melanota
Calamaria melanota — вид змій родини полозових (Colubridae). Ендемік Калімантану.

## Поширення й екологія
Calamaria melanota мешкають на південному сході Калімантану, на території Індонезії, а також спостерігалися в малайзійському штаті Саравак. Вони живуть у вологих рівнинних тропічних лісах.